# Svetozar Marković
Svetozar Marković [svétozar márković] (srbsko Светозар Марковић, latinizirano: Svetozar Marković), srbski publicist, novinar, politični aktivist, literarni kritik, socialist, materialistični in socialistični filozof, revolucionar, * 21. september 1846, Zaječar, Kneževina Srbija (sedaj Srbija), † 26. februar 1875, Trst, Avstro-Ogrska (sedaj Italija).
Marković je razvil aktivistično antropološko filozofijo z določenim programom družbenih sprememb. Imenovali so ga srbski Nikolaj Dobroljubov. Leta 1871 je pomagal izdelati politični program, kar je leta 1881 vodilo do ustanovitve vplivne Narodne radikalne stranke Nikole Pašića.
Izdajal je časopis Radenik, prvi socialistični časopis v Srbiji in na Balkanu. Bil je oster kritik velikosrbske politike in pionir ideje o Balkanski federaciji. Zavračal je »zgodovinsko pravico«, to je obnovo Srbskega cesarstva, kot osnovo za rešitev srbskega vprašanja. Dejal je, da bi poskus obnove te srednjeveške države, ki ni bila samo srbska in na ozemlju katere so se odvijali nepovratni zgodovinski procesi, iz Srbije naredil navzven osvajalko, navznoter pa vojaško-policijsko državo.
Utemeljil je federalizem kot stalnico srbske politične levice, kot alternativo velikodržavni ideologiji, ki temelji na »zgodovinski pravici«. Zavrnil je tudi klerikalno tradicijo kot osnovo za enotnost srbskega ljudstva in potegnil črto ločevanja z desničarskim populizmom.

## Življenje

### Mladost

#### Otroštvo
Rodil se je v Zaječarju očetu Radoju, okrajnemu glavarju, in materi Stani, ki sta imela še pet otrok, hčerke Katarino, Persido, Hristino in Milico ter sina Jevrema. Radoje se je kot vdovec leta 1853 poročil z Marijo - Maco (1822–1905), rojeno Rajić, vdovo Pantelejmina - Pante Perišića (1817–1852). Oče je umrl leta 1854, njegova druga žena Marija je prevzela skrb za otroke.
Otroštvo je preživel v vasi Rekovac in nato v Jagodini.:30 Družina se je leta 1856 preselila v Kragujevac.:31

#### Izobraževanje
Prvi razred osnovne šole je začel v Jagodini, končal pa ga je v Rekovcu.
Mladostno dobo je doživel približno v času, ko je Mihailo Obrenović postal srbski knez. Na gimnazijo je hodil v Kragujevcu in Beogradu. Leta 1863 je začel študij tehnike na Veliki šoli v Beogradu, najvišjem izobraževalnem organu v tedanji Srbiji, ustanovljenem leta 1808.:32
V Beogradu se je začel zanimati za politiko in literaturo, nanj sta vplivala Vuk Karadžić, pa tudi ideolog Liberalne stranke Vladimir Jovanović. Zaradi njegove izjemne uspešnosti kot študent na Veliki šoli so ga njegovi profesorji soglasno predlagali za podiplomsko štipendijo za študij v tujini.:43 Odločil se je za študij v Rusiji, še posebej v Sankt Peterburgu, na Državni univerzi za komunikacije Aleksandra I.
Študij v tujini
Naslednja tri leta je živel v Rusiji in prišel pod vpliv ruskih radikalcev iz 1860-ih. To so bili privrženci agrarnega socialista Nikolaja Černiševskega, ki je pisal in urejal revijo Sovremennik Nikolaja Nekrasova. Tam je spoznal tudi Dimitrija Pisareva in Ljubena Karavelova, ki je jeseni 1876 kot prostovoljec sodeloval v srbskem pohodu proti Osmanom in se nato pridružil Bolgarskemu nerednemu kontingentu Ruske vojske v 2. srbsko-turški vojni (1877–1878). Skupaj z nekaj drugimi izobraženci, Mihailom Katkovom, Konstantinom Pobedonoscevom in Aleksejem Suvorinom, je Marković začel na skrivaj sejati demokratična čustva med kmeti. Na njegovo sočutno naravo je vplivalo ogorčenje nad brutalnimi metodami do aktivistov, zlasti političnih zapornikov, in strogi ukrepi, ki so jih bile oblasti prisiljene sprejeti, da bi zatrle revolucionarno gibanje. Njegovo ogorčenje ga je za nekaj časa spravilo v soglasje s tistimi, ki so zagovarjali sprejem ustavnih metod. Bil je blizu podtalne sanktpeterburške organizacije »Smorgonska akademija«. Posledično se je izpostavil nevarnosti, ko je ostal v Rusiji zaradi strahu, da bi ga ruske oblasti aretirale zaradi njegovih socialističnih simpatij z revolucionarji. Nato je odšel v Zürich v Švico, da bi se posvetil politični dejavnosti in začel študirati znanstveni socializem.
Švica je bila tedaj znana kot zatočišče revolucionarnih voditeljev, kot so Johann Philipp Becker in drugi. Na ETH Zürich, univerzi tipa STEM, je nadaljeval s prekinjenim študijem in v prostem času nadaljeval s pisanjem člankov o družbenih in političnih vprašanjih. Tudi tam ga je politika ovirala pri študiju. V novosadskem časopisu Zastava je leta 1869 objavil članek Srbska zavajanja (Српске обмане), v katerem je kritiziral celotni srbski državni sistem, ustavo in politični režim, ter še posebej birokracijo. Bil je dopisnik ruske sekcije Prve internacionale. Na splošno, ko je govoril kot zagovornik Karla Marxa v Internacionali, je verjel, da so zakoni družbenega razvoja odprti za tiste. Zato se je pri slovanskem vprašanju strinjal z Mihailom Bakuninom, ki je v nasprotju z marksisti predlagal, naj Slovani ne čakajo na socialno revolucijo v naprednih državah Evrope, ampak začnejo takoj organizirati dejavne sile za takojšnjo socialno revolucijo v slovanskih državah.

### Nazaj na Balkan
Po ostrih kritikah Jovana Ristića in Milivoja Blaznavca je izgubil pravico do štipendije, zato se je z novimi idejami vrnil v Beograd. Srečal se je z novinarjem Perom Todorovićem, enim od bodočih ustanoviteljev Narodne radikalne stranke, in njegovo ženo novinarko Milico Ninković ter drugimi mladimi intelektualci, ki so želeli narediti spremembo. Marković je takoj začel vzbujati pozornost in od leta 1868 do svoje zgodnje smrti postal ena vodilnih osebnosti srbskega prizadevanja za vrnitev izgubljenih ozemelj prednikov in vstop v skupnost narodov.
Kmalu po prihodu je zbral manjšo skupino študentov, v kateri je bil tudi bodoči radikalni voditelj Pašić. Tedaj je Srbijo kot regent vodil knez Milan Obrenović od leta 1868. Spomladi 1869 je Liberalna stranka podpisala sporazum z regentstvom in sprejeta je bila ustava z brezzobo skupščino. Marković je to sklenitev označil za razprodajo in ustanovil majhno radikalno stranko.
Marković je zdaj skušal Liberalni stranki prevzeti nadzor nad podmladkom Mladine. Kongres Mladine se je sestal konec avgusta 1870 v Novem Sadu, ki je bil tedaj pod vladavino Avstro-Ogrske, a blizu tedanje srbske meje. Marković in njegovi kolegi radikali so predlagali resolucijo, ki je zahtevala decentralizacijo in številne socialne ukrepe, ki so se začeli z: »Rešitev nacionalnega problema v Avstro-Ogrski in vzhodnega vprašanja po načelu 'svobodnega človeštva'.«
Liberalni podporniki Jovanovića so se zoperstavili s pozivom k agresivni zunanji politiki, češ da mora biti notranja politika na drugem mestu pred združevanjem južnih Slovanov. Dosegli so kompromis, ki je zahteval decentralizacijo in ekspanzionistično zunanjo politiko.
1. junija 1871 je Marković izdal prvi srbski socialistični časopis z urednikom inženirjem Đurom Ljočićem. Časopis Radenik je skrbno ujel ravnotežje med odkritostjo in izogibanjem tiskanju česar koli, zaradi česar bi ga prepovedali. Izkazal se je za zelo uspešnega. Javnost ga je kmalu označila za prvi socialistični časopis na Balkanu. Skupina poslancev Srbske narodne skupščine je časopis obtožila, da propagira komunizem »s čimer posega v same temelje države; versko moralo in lastnino.« V časopisu sta bila prvič, v nadaljevanjih, objavljena Marxova Državljanska vojna v Franciji in dve poglavji iz njegovega Kapitala.
Marca 1872 se je vlada odločila aretirati Markovića, vendar je vnaprej opozorjen pobegnil čez Savo na madžarsko ozemlje. Končno je Radenik enkrat preveč prestopil mejo, ko je objavil članek, v katerem je Kristusa označil za komunista in revolucionarja. S tem kot pretvezo je vlada maja 1872 prepovedala časopis zaradi bogokletja in izdaje.

### Srbija na Vzhodu
Svojo literarno pot je začel junija 1872 z delom Srbija na Vzhodu (Србија на Истоку / Srbija na Istoku), ki je izšlo v Novem Sadu, kjer je analiziral zgodovino Srbije in interpretiral srbsko družbo pred prvo srbsko vstajo med letoma 1804 in 1813 saj družba ni bila razdeljena toliko po verskih črtah ampak razredno. Trdil je, da je imel srbski upor proti Osmanom socialni in ne verski značaj. Družbena organiziranost srbskih kmetov, ki so imeli vodilno vlogo pri morebitnem uspešnem strmoglavljenju otomanske oblasti, se mu je zdela nezadostna, da bi preprečila, da bi nova država postala despotizem, ki je kmalu zaživel parazitsko birokracijo.
Trdil je, da rast Srbije, medtem ko bi bila ta birokracija pod nadzorom, ne bi privedla do večje svobode, ampak bi samo okrepila moč te birokracije. Kot alternativo temu je zagovarjal demokratični federalizem. Idealiziral je staro balkansko družinsko strukturo, zadrugo, in verjel, da mora država služiti zgolj za usklajevanje dejavnosti občin oziroma majhnih skupnosti, organiziranih po načelu zadruge. Pravzaprav je imel raje federativno in revolucionarno Srbijo:
»Ideja srbske enotnosti je najbolj revolucionarna ideja, ki obstaja na Balkanskem polotoku, od Istanbula do Dunaja. Ideja že v sebi vsebuje potrebo po uničenju Turčije in Avstrije, konec Srbije in Črne gore kot samostojnih kneževin in revolucijo v celotni politični sestavi srbskega ljudstva. Iz delov teh dveh imperijev in dveh srbskih kneževin se bo dvignila nova srbska država – to je smisel srbskega združevanja.«
Tedaj je intenzivno študiral socializem. In iz tega okvira za analizo Srbije je izšla osnova za rast gibanja, katerega duhovni oče je postal in ki naj bi leta kasneje leta 1903 po mnenju nekaterih preraslo v Srbsko socialnodemokratsko stranko pod vodstvom Dimitrija Tucovića.

### Vrnitev v Srbijo
Marković je kot izgnanec nadaljeval svoje prejšnje razmišljanje in delovanje. Zaradi političnega delovanja v Novem Sadu so ga madžarske oblasti izgnale, a so ga takoj po prihodu v Srbijo aretirali. V Vzhodni Evropi so ga že poznali po knjigi Srbija na Vzhodu, ki je izšla pred kratkim. Novi predsednik vlade Ristić ga je takoj izpustil. Ristić se je za svoj položaj zahvalil muhi kneza Milana, zaradi česar so mu nasprotovali tako liberalci kot konservativci. Ristić je upal, da bo z izpustitvijo Markovića odgnal socialiste.
8. novembra 1873 je v Kragujevcu začel izhajati nov časopis Javnost z Markovićem kot urednikom. Marković je bil sprva precej nežen do nove konservativne vlade, ki je prišla na oblast le nekaj tednov pred začetkom izhajanja časopisa.
Kritika Javnosti je hitro postala ostrejša. Vlada je izgubila potrpljenje in 8. januarja 1874 so Markovića aretirali, čeprav je do takrat že predal urednikovanje. Medtem so njegovi privrženci izdajali še en časopis Glas Javnosti, ki so ga začeli izdajati v pričakovanju prepovedi Javnosti.

### Sojenje
Marković je bil že nekaj časa v slabem zdravju, razmere pa je še poslabšalo bivanje v vlažni, slabo ogrevani celici požarevškega zapora. Njegovo sojenje za »tiskovne zločine« se je začelo 19. februarja 1874.
Marković se je branil očitkov, da je »užalil« Narodno skupščino, ko jo je označil za zgolj debatno društvo, in je odgovoril, da je napisal resnico. Nato se je lotil obrambe svobode tiska. Na očitek, da je zagovarjal pravico ljudstva, »da strmoglavi kneza, ki mu dela zlo, in ga nadomesti z dobrim«, je zanikal, da bi šlo za poziv k revoluciji. Govoril je abstraktno.
16 let pred sojenjem Markoviću sta srbsko ljudstvo in Narodna skupščina izkoristila to pravico in leta 1858 odstavila kneza Aleksandra Karađorđevića ter na prestol vpoklicala očeta vladajočega princa Miloša Obrenovića.
Sojenje je pritegnilo veliko občinstva, vključno s številnimi lokalnimi kmeti. Zaradi sojenja je Marković postal simbol naraščajočega nezadovoljstva proti vladi. Markovićeva obsodba je bila vnaprej določena, kazen, 18 mesecev zapora, pa je bila razmeroma lahka. Vendar so se do zdaj njegove splošne zdravstvene težave razvile v popolno tuberkulozo. Kazen so dodatno znižali na devet mesecev. Še zdaleč ni bilo gotovo, da bi lahko preživel zapor. Izpustili so ga 16. novembra 1874 in odšel je na okrevanje v Jagodino.

### Uspeh socialistov
V času njegove zaporne kazni in nadgrajevanja javnosti, ki jo je ustvaril Markovićev proces, so socialisti prvič uspeli z izvolitvijo v Narodno skupščino in okrog politika Adama Bogosavljevića se je oblikovala majhna, a glasna skupina, ki je zagovarjala Markovićeve ideje. Ker se ni zmenil za opozorila, da mora najprej okrevati, Marković ni mogel ostati v ozadju. 1. januarja 1875 je izšel časopis Oslobođenje z Markovićem kot urednikom. Bil je odkrit kot še nikoli v času, ko je bilo šikaniranje socialistov v polnem razmahu.
Ko pa mu je policija povedala, da lahko izbira, ali se podredi aretaciji ali zapusti Srbijo, je izbral slednje. Tokrat si ni delal utvar, da bo zapor kaj drugega kot smrtna obsodba.

### Bolezen in smrt
Ko je prišel iz zapora v Požarevcu, je bil že hudo bolan. Konec januarja 1875 je s hudo načetim zdravjem predal uredništvo časopisa Oslobođenje prijatelju in somišljeniku Sreti Anđelkoviću. Odšel je v Jagodino, kjer je še zadnjič videl brata Jevrema in druge člane svoje družine. Ob tej priložnosti ga je brat prepričal, naj gre najprej na Dunaj k specialistom. Čeprav sam ni bil premožen, mu je brat dal določeno vsoto denarja za pot in zdravljenje. Enako je storil njegov tovariš in prijatelj Pera Todorović.
O Markovićevem prihodu so bili obveščeni tovariši, ki so študirali na Dunaju. Marković je ujel donavski parnik za Dunaj. Morda v nobeni drugi metropoli na svetu tedaj ni študirala tolikšna množica srbske mladine kot na Dunaju. Takoj je bilo več mladih socialistov, ki so ga pričakali na železniški postaji. Odpeljali so ga k najbolj znanim dunajskim profesorjem, ki so ugotovili akutno tuberkulozo in mu svetovali, naj gre čim prej na jug, kjer mu bo podnebje prijetnejše.
Marković je pred odhodom z Dunaja svojim prijateljem v Srbiji napisal obsežno pismo. Prosil jih je, naj Oslobođenje ohranijo pri življenju vsaj eno leto in jim je dal smernice za nadaljnje delo.
Šele v Trstu, na poti v Dubrovnik, mu je postalo jasno, da je katastrofa neizogibna. V svojem hotelu se je zgrudil. Umrl je v popolni samoti v tržaški bolnišnici, v sredo, 26. februarja 1875 okoli 4. ure zjutraj.
Ko je drugi dan k njegovi postelji pristopil mlajši diakon Bogoljub Toponarski, je bil že čisto hladen. Padel je predlog, »da se na pogreb tega slavnega človeka povabijo vsi tržaški Srbi«. Toda predsednik srbske pravoslavne cerkvene občine, klerik, je ta predlog zavrnil kot navidezno neprimernega, ker »pokojnika v Trstu nihče ni poznal«, »2–3 forinte pa bodo porabili za klice«. Markovića so v Trstu pokopali čisto tiho, le v navzočnosti diakona in cerkvenega učitelja, brez ene same rože, brez enega samega govora in brez enega samega prijatelja.
Beograjska vlada je za Markovićevo smrt izvedela še isti dan. Minister za zunanje zadeve Srbije Milan Bogićević se je obrnil na avstro-ogrskega generalnega konzula Benjamina Kállaya s prošnjo, da se vsi dokumenti, najdeni v Markovićevi zapuščini, zaplenijo in po uradni poti izročijo srbski vladi, saj »obstaja sum« da je med temi dokumenti tudi seznam »zarotnikov« proti knezu Milanu. Korespondenco o tem hranijo v Državnem arhivu na Dunaju med spisi Informacijskega biroja. Bogićević je bil pri Kállayu 10. marca, že naslednji dan pa je Kállay iz Beograda na Dunaj poslal avstro-ogrskemu zunanjemu ministru grofu Gyuli Andrássyju šifrirano brzojavko, ki je jasno razkrivala, kaj je Bogićević pisal Kállayu o domnevni Markovićevi zaroti proti knezu Milanu in celotnemu »obstoječemu redu« v Srbiji. Kállayev telegram Andrássyju se je glasil:
»»Srbski minister za zunanje zadeve me je zaprosil, da pošljem to prošnjo Vaši Ekscelenci: srbski državljan Svetozar Marković, ki je osumljen zarote proti knezu Milanu, je domnevno umrl v bolnišnici v Trstu. Srbska vlada sumi, da je imel bremenilne dokumente o zarotnikih, in prosim Vašo Ekscelenco za ljubeznivost, da odredite, da ti dokumenti ne pridejo v tuje roke in da se uradno izročijo Knežji vladi.«
Grof Andrássy je celotno zadevo prepustil ministru za notranje zadeve baronu Josefu Lasserju, ki je nemudoma izdal telefonski ukaz načelniku policije v Trstu, naj ukrepa po zahtevi srbske vlade. Že naslednji dan (12. marca 1875) je iz Trsta prispela brzojavka z vsebino: »Svetozar Marković je 10. tega meseca umrl tukaj: o njegovi zapuščini ni zapisov. Beležnica mu je bila zasežena in bo poslana s pisnim poročilom.« Še isti dan je načelnik tržaške policije po posebnem kurirju ministru Lasserju dostavil Markovićevo beležnico s podrobnim uradnim poročilom, ki je poročalo o podrobnostih o Markovićevi smrti in o poskusu policijskega komisarja Budina, »da najde zahtevane dokumente« v njegovi zapuščini, ki jo je prevzel diakon Toponarski. Načelnik policije je med drugim poročal:
«»Budin mi je povedal, da je paroh povsem odkrito izjavil, da ne verjame, da so v Markovićevi zapuščini kakršni koli dokumenti, nato pa je v prisotnosti pooblaščenca odprl in preiskal ves kovček, a v njem ni bilo nobenega seznama. Paroh je našel in izročil komisarju samo en zvezek z zapiski, katerega pomembnosti nisem mogel oceniti in mi ga je v čast predložiti kot prilogo v nadaljnjo obravnavo. Kolikor sem lahko ugotovil, Marković tukaj ni bil povezan z nikomer, razen z omenjenim parohom.«
Minister Lasser je takoj prejeto poročilo tržaškega policijskega načelnika skupaj z Markovićevim zvezkom izročil ministru Andrássyju s tem spremnim pismom na Dunaj 15. marca 1875:
»Sklicujoč se na željo knežje srbske vlade, ki mi jo je Vaša Ekscelenca na kratko sporočila, da bi pridobili posebne informacije o domnevni smrti srbskega podanika Svetozarja Markovića v bolnišnici v Trstu in za uradni prevzem spisov, ki so bili v njegovi lasti, mi je v čast dati Vaši Ekscelenci na voljo, v zvezi s telegramom, ki ga je poslal načelnik policije iz Trsta, priloženo poročilo o tem, skupaj z beležnico, najdeno v zapuščini pokojnega Svetozarja Markovića.«
Že 13. marca je grof Andrássy z Dunaja v Beograd poslal šifrirano brzojavko konzulu Kállayu z naslednjo vsebino: »Po telegramu policijskega načelnika iz Trsta je Svetozar Marković umrl tam 10. marca. V njegovi zapuščini ni zapisov. Beležnica je zaprta in bo dostavljena.« Deset dni pozneje, potem ko je prejel še eno podobno poročilo iz Trsta, da so bila nadaljnja iskanja neuspešna, je Andrássy po kurirju poslal Kállayu v Beograd Markovićevo beležnico, prepis poročila načelnika tržaške policije s spremnim pismom, v katerem je uradno izjavil »da se pri Svetozarju Markoviću niso našli nikakršni bremenilni dokumenti ali pisma.« Istočasno je Andrássy poročal Kállayu: »Markovićevo truplo so poslali zdravniku Mihailu Spiridonoviću na Dunaj, v ta namen je brat pokojnika plačal 200 forintov.«
Kállay je o vsem tem uradno poročal ministru za notranje zadeve Bogićeviću v Beogradu in mu izročil Markovićevo beležnico. Ko je prišel v Trst, je Milankovićev brat Jevrem od Toponarskega med drugim izvedel vse podrobnosti o preiskavi policijskega načelnika in komisarja Budina, o policijskem pregledu zapuščine in o zaplembi beležnice. Ko se je vrnil v Beograd, je Jevrem poskušal dobiti zaplenjeno beležnico, vendar ga je upravnik mesta Beograd zavrnil in ga napotil na predsednika vlade in notranjega ministra Danila Stefanovića. A vse je bilo zaman. Stefanović je vedno našel izgovore, da je zadevo odložil, potem pa je prišla menjava oblasti, 1. srbsko-turška vojna, topolski upor in streljanje Jevrema Markovića kot domnevnega udeleženca upora. Na to beležnico so pozneje pozabili. A že to, da se je obdržala, morda priča o pomembnosti njene vsebine. Kaj je bilo v njej, ostaja neznanka.
Medtem ko so v Srbiji potekale priprave na pogreb, so Markovićeve posmrtne ostanke iz Trsta, prek Dunaja in Pešte, poslali v domovino, v njegov rodni kraj. Pokopan je v rodni Jagodini. Spomenik na grobu Svetozarja Markovića v Jagodini z rdečimi plameni so postavili 22. septembra 1946, ob 100. obletnici njegovega rojstva.

## Delo v literaturi in politki
Marković je bil literarni kritik in je bil tudi prvi, ki je med Srbi uvedel doktrino družbenih prenov. V nasprotju s prejšnjimi trendi je menil, da mora literatura dejavno služiti potrebam večine ljudi in se ukvarjati z osnovnimi problemi vsakdanjega življenja. Bil je prvi zagovornik realistične smeri v literaturi in socialistični teoretik. Njegov vpliv kot priznani katalizator novega toka je bil posreden. Bil je predvsem družbeni in politični mislec ter publicist. Vse svoje delovanje je usmeril v smeri reševanja političnih problemov in priprave množic na uresničevanje državljanskih pravic z revolucionarnimi sredstvi. Njegovo glavno delo Srbija na Vzhodu obravnava socialne, gospodarske in politične probleme Srbije s socialističnega vidika. Že zelo zgodaj je pokazal zanimanje za literarne probleme, izobraževal se je pod vplivom Černiševskega, Gercena in Dobroljubova. V 1870-ih sta bila Marković v Srbiji in Vasa Pelagić v Bosni in Hercegovini, Črni gori in Srbiji to, kar so bili njuni učitelji Černiševski, Dobroljubov in Pisarev v Rusiji 1860-ih.
Takoj po vojni in revoluciji 1870–1871 je nenasilni antietatizem Pierre-Josepha Proudhona ponovno uveljavil svoj poziv za novo in pokorno generacijo socialnih revolucionarjev. To gibanje je dobilo nove privržence v agrarni južni in vzhodni Evropi. Ključni protagonisti populizma, kot sta bila Nikolaj Mihajlovski in Marković, so prevajali Proudhonova dela. Predvsem Marković je imel izjemen vpliv na svoje sodobnike in jim je priporočal, da so v znanosti pozitivisti, v politiki republikanci, v literaturi pa realisti oziroma utiliteristi. S ponosom je bil naročen na realistične romane Jakova Ignjatovića. Skoraj vsi novi pisci – Milovan Glišić, Laza K. Lazarević, Janko Veselinović in Simo Matavulj, če se našteje samo najboljše, so bili tako ali drugače pod vplivom realizma, vključno z Jašo Tomićem in pesnikom Vladimirjem M. Jovanovićem (1859–1898). Glišić se je pod Markovićevim vplivom lotil prevoda Gogoljevih Mrtvih duš in Tolstojeve Vojne in miru.
Marković je zagovarjal idejo o balkanski konfederaciji kot alternativi nacionalni širitvi novonastalih držav. Za razliko od mislecev marksistične tradicije je menil, da ni nujno, da gre vsaka družba skozi vse stopnje zgodovinskega razvoja. Verjel je, da bi lahko Kneževina Srbija preskočila kapitalizem in že od predkapitalističnih začela razvijati socialistično obliko družbene organizacije, ki bi temeljila na tradicionalnih podeželskih zadrugah.
V svojih delih je prvič uporabil izraz Velika Srbija in to kritično:
»Takoj ko se je v državi vzpostavila monarhična oblast, je ta takoj začela razmišljati o razširitvi meja svoje oblasti zunaj Srbije ... Tako v Srbiji kot med ljudmi se je začela širiti ideja, da bi se Bosna in Hercegovina združila s Srbijo. To je bilo načelo politike, znane kot Velika Srbija.«:170
Marković je menil, da je velikosrbska politika kneza Mihaila nična in neveljavna, ker je proti njej obstajalo ogromno ovir. Prva in najmočnejša ovira je bila neodvisna Črna gora, ki je imela enake pretenzije do Hercegovine, Bosne in Stare Srbije kot Srbija in je očitno težila k ustanovitvi popolnoma neodvisne države. Druga močna ovira je bilo bosansko plemstvo s svojimi starinskimi pravicami. Marković je verjel, da je Bosno nemogoče pridobiti po mirni poti, če se plemstvu ne zagotovijo njihove starodavne pravice, kar bi pomenilo prepustiti bosansko ljudstvo v suženjstvu. Pridobiti Bosno z vojno bi pomenilo uničiti lokalno aristokracijo in če bi se ljudje osvobodili suženjstva, »ali bi pristali na to, da pridejo pod srbske policaje, kapetane in druge gospodarje?«:171 Menil je, da nevarnost podviga Velike Srbije leži v dejstvu, da srbski narod živi pomešano z drugimi narodi, brez jasno določenih geografskih in etnografskih mej, tako da bi moral do svojih sosedov »prevzeti vlogo osvajalcev«:
Na eni strani se meša srbski narod z Bolgari, na drugi s Hrvati, na tretji z Romuni, in oba naroda, Bolgari in Hrvati, sta po krvi in jeziku njegova najbližja sorodnika. Kje so meje 'združenih Srbov', nove srbske države? To je težko uresničiti, če se ne želimo skregati z vsemi temi narodi ... Srbski narod nima nobenih geografskih ali etnografskih meja, ki bi ga opredeljevale kot enotno celoto. Da bi ustvarili državo pet do pet in pol milijonov Srbov, bi moral biti srbski narod v sovražnem odnosu z Bolgari, Hrvati in Romuni. Moral bi prevzeti vlogo osvajalca, kot to počnejo danes Madžari.«
Marković, ki se je sam zavzemal za osvoboditev Srbov, ki so živeli pod osmansko ali habsburško oblastjo, je izrecno zavračal vlogo Kneževine Srbije kot »Piemonta južnih Slovanov« in politiko ozemeljskega širjenja Srbije, ki bi priključila tudi mešana območja. Menil je, da mora biti vsak narod neodvisen v svojem političnem in družbenem življenju, ne pa podrejen nobenemu drugemu narodu. Izrecno je zavrnil sklicevanja na »zgodovinske pravice« z besedami: »načelo narodnosti se odpoveduje vsem zgodovinskim pravicam.« Posebej se mu je zdelo škodljivo združevanje srbskih dežel s sklicevanjem na Srbsko cesarstvo, saj so Srbi svoj čas živeli v štirih državah (Avstrija, Turčija, Srbija in Črna gora). Namesto tega je predlagal ustanovitev Balkanske federacije, to je zavezništvo srbskega naroda z drugimi balkanskimi in južnoslovanskimi narodi.
Marković je poudaril, da bi nova srbska država, nastala z osvajanjem, nujno postala vojaško-policijska država in bi svojo moč porabila za obrambo pred zunanjimi sovražniki, zanemarjala pa bi svoj duševni in kulturni razvoj. Ocenil je, da je ideja o Veliki Srbiji v podporo politiki, katere cilj je vzpostavitev neomejene oblasti dinastije Obrenović v državi. To »veliko misel« je imel za izgovor za zanemarjanje veliko pomembnejših notranjih vprašanj Kneževine Srbije in opozoril, da se je »revolucionarna ideja enotnosti srbskega naroda spremenila v idejo, škodljivo nacionalnim interesom.«
Sredi razcveta romantike v srbski književnosti je leta 1868 objavil članek Petje in mišljenje (Певање и мишљење), nato pa še razpravo Realna smer v znanosti in življenju (Реални правац у науци и животу) (1871-1872), s katero je poskušal povzročiti preobrat v srbski književnosti. Po njem so bili pesniki krivi za slab okus občinstva, praznoverje ljudi in odsotnost jasnih družbenih in kulturnih perspektiv srbske družbe v tistem času. Prizanesel ni niti največjima pesnikoma srbske romantike Lazu Kostiću in Đuru Jakšiću, več obzirnosti pa je imel do Jovana Jovanovića Zmaja.
Poleg kritike tedanjega pesništva je ostro kritiziral tudi tedanjo prozno literaturo, pri čemer je bil njegov članek Realna smer v znanosti in življenju široko zastavljena in utemeljena razprava, ki je temeljila na znanstvenem socializmu, na zgodovinskih zakonitostih družbe in o družbenih procesih, ki so pripeljali do zmage znanstvenega opazovanja teh zakonov in procesov. Te znanstvene zakonitosti in procesi po njegovem veljajo tudi za umetnost, torej tudi za pesništvo. Njegovi članki so imeli velik vpliv na nadaljnji razvoj srbske književnosti, predvsem pa na ustvarjalnost mlade pisateljske generacije. Jakšić je začel pisati pesmi s socialno vsebino. Jovanović Zmaj, ki je imel v svojem političnem pesništvu veliko elementov realizma, je v celoti podpiral novo mladinsko gibanje. Od pojavitve Markovića na literarni sceni so se pesniki javljali vse manj in vse več prozni pisci, skoraj vedno z zelo kritičnim odnosom do sodobnih družbenih dogajanj.
Na volitvah leta 1875 so socialistični radikali dosegli pomembne uspehe in bili nekaj časa pomembna sila v srbski politiki. Vendar dolgoročno ni mogla ostati enotna. Leta 1881 so Pašić in drugi Markovićevi privrženci ustanovili novo radikalno stranko.
Socialistične ideje Svetozarja Markovića so živele tudi po njem. Jovan Skerlić je na primer začel delati za različne socialistične in opozicijske časopise, kot so Socijaldemokrat, Radničke novine in Delo.
Navsezadnje je treba na Markovića gledati kot na misleca globine in izvirnosti, neodvisnosti in resnosti, čigar kratko in težko življenje je veliko pripomoglo k poznavanju in cenitvi srbske misli. Mnogi srbski tradicionalisti ga imajo za heretika in nevarnega modernista. Nobenega dvoma ni, da ko obravnava bolj čisto teološka vprašanja, se včasih izpostavi tovrstnim obtožbam. Marković je najboljši in najbolj zanesljiv v filozofiji zgodovine in v etiki. Je glavni predstavnik pomembne filozofske šole, katere člani so številni, katerih misel se v veliki meri ukvarja z naravo in usodo človeka in družbe – šole, ki ni brez določenega vpliva na kristjane.

## Zapuščina
Socializem nove Narodne radikalne stranke ni preživel neuspeha timoškega upora 1883–1884, po katerem so se radikali prepakirali v nacionalistično politično stranko. Za jugoslovanske komuniste je bil Marković zgolj utopist. Kljub temu so njegova pisanja (obsežna glede na to, kako mlad je umrl) ostala vplivna, čeprav nobena politična stranka ni trdila, da sledi njegovim stopinjam. Anarhist Krsta Cicvarić je leta 1920 dejal: »vsi v Srbiji, ki smo demokrati ali socialisti, smo se naučili politične abecede od Markovića.«
Leta 1980 so posneli jugoslovanski film o njegovem življenju Svetozar Marković, ki ga je režiral Eduard Galić, Markovića pa je zaigral Lazar Ristovski. Leta 1981 so snemali televizijsko nanizanko Svetozar Marković v Galićevi režiji.

## Priznanja
Marković je vključen na seznam stotih najbolj znanih Srbov.

### Poimenovanja
Po 2. svetovni vojni so Jagodino preimenovali v Svetozarevo, kjer so od leta 1975 do sredine 1980-ih potekala »Svetozarska srečanja«.
V Kragujevcu je Hiša Svetozarja Markovića na Ulici Svetozarja Markovića 23.
Na hiši, kjer je Marković živel med novosadskim izgnanstvom, je spominska plošča. Hiša je bila v lasti trgovca Dimitrija Stanišića, nahaja se v ulici Zlatne grede 21.
Po njem se imenuje več osnovnih in srednjih šol ter drugih ustanov v Srbiji:
- Osnovna šola »Svetozar Marković« Beograd (Vračar)
- Osnovna šola »Svetozar Marković« Brodarevo
- Osnovna šola »Svetozar Marković« Kovilje
- Osnovna šola »Svetozar Marković« Kragujevac
- Osnovna šola »Svetozar Marković« Kraljevo
- Osnovna šola »Svetozar Marković« Leskovac
- Osnovna šola »Svetozar Marković« Rekovac
- Osnovna šola »Svetozar Marković« Vranje
- Gimnazija Svetozar Marković
  - Gimnazija »Svetozar Marković« Jagodina
  - Gimnazija »Svetozar Marković« Niš
  - Gimnazija »Svetozar Marković« Novi Sad
  - Gimnazija »Svetozar Marković« Subotica
  - Gimnazija »Svetozar Marković« Surdulica

Po njem se od leta 1946 imenuje beograjska univerzitetna knjižnica.

## Izbrana bibliografija
- ——— (1868), Певање и мишљење
- ——— (1869a), Српске обмане
- ——— (1869b), Реалност у поезији
- ——— (1871), »Реални правац у науци и животу«, Srpski letopis, 41 (112, 1867–1869): 65–135, COBISS.SR 151917575
- ——— (1872a), »Реални правац у науци и животу«, Srpski letopis, 42 (113, 1870–1871): 17–89, COBISS.SR 156289287
- ——— (1872b), Србија на Истоку, Novi Sad: Srpska narodna zadružna štamparija, COBISS.SR 13952775
- ——— (1874), Начела народне економије или Наука о народном благостању